# Shapna pluvialis
Shapna pluvialis är en spindelart som beskrevs av Heikki Hippa och Pekka T. Lehtinen 1983. Shapna pluvialis ingår i släktet Shapna och familjen vargspindlar. Inga underarter finns listade i Catalogue of Life.